# تشارلي لينكولن
تشارلي لينكولن (بالإنجليزية: Charley Lincoln)‏ هو موسيقي وعازف قيثارة ومغني أمريكي، ولد في 11 مارس 1900 في جورجيا في الولايات المتحدة، وتوفي في 28 سبتمبر 1963 في القاهرة في الولايات المتحدة.

## وصلات خارجية
- تشارلي لينكولن على موقع ميوزك برينز (الإنجليزية)
- تشارلي لينكولن على موقع أول ميوزيك (الإنجليزية)
- تشارلي لينكولن على موقع ديسكوغز (الإنجليزية)